# Bernhard Ludvig Essendrop
Bernhard Ludvig Essendrop (født 21. december 1812 i Kristiania, død 13. marts 1891 sammesteds) var en norsk præst og politiker.

## Liv og gerning
Essendrop blev cand.theol. i 1834. Han var en årrække lærer, blev i 1847 sognepræst i Trondhjem og 1851 i Strinden, var 1875-1883 stiftsprovst og sognepræst ved Trondhjems Domkirke.

## Politisk virke
Essendrop repræsenterede Søndre Trondhjems Amt på Stortingene 1862-186 og 1871-1876, Trondhjems by 1877-1882. Han var præsident i Lagtinget 1872-1873, i Stortinget 1874-1882, hvorhos han var formand i flere komiteer. Han nød høj anseelse som politiker; i den oprevne kamptid, som umiddelbart efter hans præsidentskab førte til den store rigsretsaktion, formåede han at bevare ligevægten og stod som den retsindige og humane leder, hævet over partikævlet og døgnstriden. Som gejstlig taler ydede han ofte det ypperlige.